# Łukasz Owsian
Łukasz Owsian (24 de fevereiro de 1990) é um ciclista profissional polaco. Desde 2020 corre para a equipa Arkéa-B&B Hotels.

## Palmarés
- 2016
  - Visegrad 4 Bicycle Race - GP Polski

- 2017
  - Korona Kocich Gór[2]

- 2018
  - CCC Tour-Grody Piastowskiec, mais 1 etapa
  - Memoriał im. J. Grundmanna i J. Wizowskiego
  - 3.º no Campeonato da Polónia em Estrada

- 2021
  - 3.º no Campeonato da Polónia em Estrada

- 2022
  - 3.º no Campeonato da Polónia em Estrada

## Resultados em Grandes Voltas e Campeonatos do Mundo
Durante a sua carreira desportiva tem conseguido os seguintes postos nas Grandes Voltas e nos Campeonatos do Mundo em estrada:
| Corrida            | Corrida            | 2012 | 2013 | 2014 | 2015  | 2016 | 2017 | 2018 | 2019 | 2020 | 2021 | 2022 | 2023 |
| ------------------ | ------------------ | ---- | ---- | ---- | ----- | ---- | ---- | ---- | ---- | ---- | ---- | ---- | ---- |
|                    | Giro d'Italia      | —    | —    | —    | 118.º | —    | 88.º | —    | 73.º | —    | —    | —    | —    |
|                    | Tour de France     | —    | —    | —    | —     | —    | —    | —    | —    | —    | —    | 41.º | —    |
|                    | Volta a Espanha    | —    | —    | —    | —     | —    | —    | —    | —    | —    | —    | 90.º | 75.º |
| Mundial em Estrada | Mundial em Estrada | —    | —    | —    | —     | Ab.  | —    | 56.º | Ab.  | 70.º | Ab.  | 96.º | —    |

—: não participa

Ab.: abandono